# The Road to Escondido

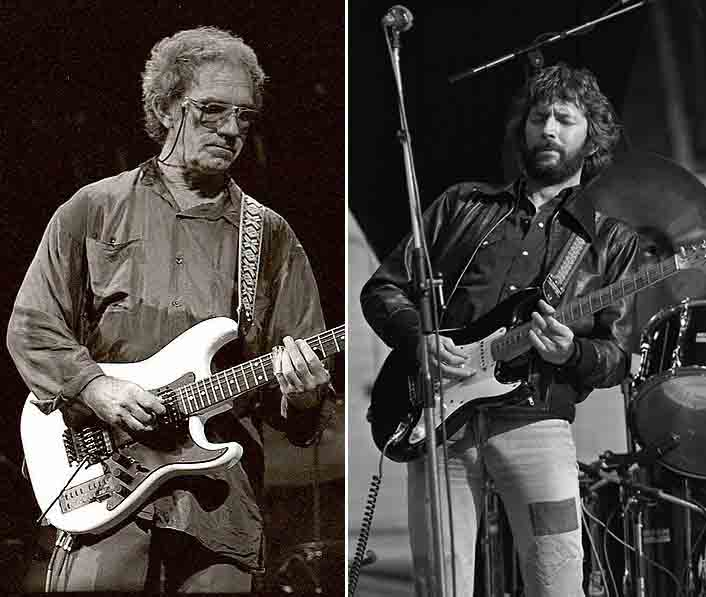
J. J. Cale a Eric Clapton.

The Road to Escondido je společné studiové album amerického hudebníka JJ Calea a britského hudebníka Erica Claptona. Nahráno bylo v srpnu 2005 a vyšlo až v listopadu následujícího roku u vydavatelství Duck Records a Reprise Records. V roce 2008 bylo album oceněno cenou Grammy.

## Seznam skladeb
| Pořadí         | Název                   | Autor                    | Délka |
| -------------- | ----------------------- | ------------------------ | ----- |
| 1.             | Danger                  | JJ Cale                  | 5:34  |
| 2.             | Heads in Georgia        | Cale                     | 4:12  |
| 3.             | Missing Person          | Cale                     | 4:26  |
| 4.             | When This War Is Over   | Cale                     | 3:49  |
| 5.             | Sporting Life Blues     | Brownie McGhee           | 3:31  |
| 6.             | Dead End Road           | Cale                     | 3:30  |
| 7.             | It's Easy               | Cale                     | 4:19  |
| 8.             | Hard to Thrill          | Eric Clapton, John Mayer | 5:11  |
| 9.             | Anyway the Wind Blows   | Cale                     | 3:56  |
| 10.            | Three Little Girls      | Clapton                  | 2:44  |
| 11.            | Don't Cry Sister        | Cale                     | 3:10  |
| 12.            | Last Will and Testament | Cale                     | 3:57  |
| 13.            | Who Am I Telling You    | Cale                     | 4:08  |
| 14.            | Ride the River          | Cale                     | 4:35  |
| Celková délka: | Celková délka:          | Celková délka:           | 57:05 |

## Obsazení
- JJ Cale – kytara, klávesy, zpěv
- Eric Clapton – kytara, zpěv
- Derek Trucks – kytara
- Jim Karstein – bicí, perkuse
- James Cruce – bicí, perkuse
- Pino Palladino – baskytara
- Steve Jordan – bicí
- Abe Laboriel, Jr – bicí
- Gary Gilmore – baskytara
- Willie Weeks – baskytara
- John Mayer – kytara
- Albert Lee – kytara
- Billy Preston – varhany, klávesy
- Walt Richmond – klavír
- Doyle Bramhall II – kytara
- Nathan East – baskytara
- Christine Lakeland – kytara, zpěv
- Simon Climie – perkuse
- David Teegarden – perkuse
- Taj Mahal – harmonika
- Dennis Caplinger – housle
- Bruce Fowler – roh
- Marty Grebb – roh
- Steve Madaio – roh
- Jerry Peterson – roh